# Arley Méndez
Arley Méndez Pérez (San Cristóbal, Cuba, 31 de diciembre de 1993) es un levantador de pesas chileno de origen cubano.
Ganó una medalla de oro en el Campeonato Mundial de Halterofilia de 2017 en la categoría de 85 kg, y dos medallas de oro en el Campeonato Panamericano de Halterofilia en 2018 y 2019.

## Biografía
Se interesó desde joven en el deporte, primero en béisbol y luego en judo, antes de decidirse por la halterofilia, disciplina con la que alcanzó medalla de oro a nivel panamericano por Cuba en categoría juvenil en dos oportunidades. En 2013, obtuvo medalla de plata en el Campeonato Mundial Juvenil de Halterofilia en Lima con 191 kilos en envión. Ese mismo año, llegó a Chile para participar del Campeonato Panamericano de Halterofilia en Santiago, donde obtuvo medalla de oro. Pese a que su familia residía en la isla, desertó del equipo nacional cubano y se radicó en Chile, donde vivió de allegado en Iquique, antes de instalarse en el hotel del Centro de Alto Rendimiento de Ñuñoa, apoyado por la Federación Chilena de Pesas y el Comité Olímpico de Chile. Participó en competencias nacionales mientras regularizaba su situación migratoria, llegando a batir el récord nacional chileno en la categoría 85 kilos en 2016, quedando en el primer lugar del ranking panamericano y cuarto a nivel mundial. Tras vivir indocumentado en Chile durante casi cuatro años, y obtener recién en 2016 los papeles de residencia definitiva, a fines de mayo de 2017 se le concedió la nacionalidad por gracia en votación unánime del Senado, propuesto por el entonces presidente del Comité Olímpico de Chile, Neven Ilic.
Representó a Chile en los Juegos Bolivarianos de 2017, donde obtuvo tres medallas de oro, pero le fueron despojadas por no haber acreditado reglamentariamente su ciudadanía chilena. Días después participó en el Campeonato Mundial de Halterofilia en Anaheim, California, donde obtuvo triple medalla de oro en su categoría al levantar 175 kilos en arranque y 203 en envión, sumando un total olímpico de 378 kilos. Ese mismo año, el Círculo de Periodistas Deportivos de Chile le concedió a Méndez el Premio al mejor deportista de Chile.

## Palmarés internacional
| Representando a Chile   |                                     |                |           |       |
| Campeonato Mundial      |                                     |                |           |       |
| Año                     | Lugar                               | Medalla        | Categoría | Marca |
| 2017                    | Anaheim, Estados Unidos             | Medalla de oro | 85 kg     | 378   |
| Campeonato Panamericano |                                     |                |           |       |
| Año                     | Lugar                               | Medalla        | Categoría | Marca |
| 2018                    | Santo Domingo, República Dominicana | Medalla de oro | 85 kg     | 381   |
| 2019                    | Ciudad de Guatemala, Guatemala      | Medalla de oro | 89 kg     | 375   |
| Juegos Suramericanos    |                                     |                |           |       |
| Año                     | Lugar                               | Medalla        | Categoría | Marca |
| 2018                    | Cochabamba, Bolivia                 | Medalla de oro | 85 kg     | 377   |
| Campeonato Suramericano |                                     |                |           |       |
| Año                     | Lugar                               | Medalla        | Categoría | Marca |
| 2017                    | Santa Marta, Colombia               | DSC            | 85 kg     | 382   |
| 2018                    | Cochabamba, Bolivia                 | Medalla de oro | 85 kg     | 377   |

Otros resultados
| Representando a Cuba |                                          |                                |           |                   |       |        |
| Año                  | Competición                              | Lugar                          | Categoría | Medalla           | Marca | Ref.   |
| 2010                 | Torneo de Clasificación Olímpica Juvenil | Singapur, Singapur             | 77 kg     | Medalla de plata  | 265   | [ 8 ]  |
| 2012                 | Campeonato Panamericano Juvenil          | Ciudad de Guatemala, Guatemala | 85 kg     | Medalla de oro    | 302   | [ 9 ]  |
| 2013                 | Campeonato Mundial Juvenil               | Lima, Perú                     | 85 kg     | Medalla de bronce | 342   | [ 10 ] |
| 2013                 | Campeonato Panamericano Juvenil          | Lima, Perú                     | 85 kg     | Medalla de oro    | 332   | [ 11 ] |

| Representando a Chile |                                   |                           |           |                |       |        |
| Año                   | Competición                       | Lugar                     | Categoría | Medalla        | Marca | Ref.   |
| 2017                  | Juegos Bolivarianos de 2017       | Santa Marta, Colombia     | 85 kg     | DSC            | 382   | [ 2 ]  |
| 2019                  | Las Vegas International Open 2019 | Las Vegas, Estados Unidos | 96 kg     | Medalla de oro | 377   | [ 12 ] |

1. ↑  El Campeonato Suramericano de 2017 fue realizado en conjunto con los Juegos Bolivarianos de 2017.
2. ↑  Descalificación por problemas con la nacionalidad.[7]
3. ↑  El Campeonato Suramericano de 2018 fue realizado en conjunto con los Juegos Suramericanos de 2018.
4. ↑  Descalificación por problemas con la nacionalidad.[7]